# Sánský kanál
Sánský kanál, dříve Lánská strouha, je patnáct kilometrů dlouhý vodní kanál v nymburském okrese spojující Cidlinu s Mrlinou.
Kanál byl dříve sjížděn vodáky, v současnosti je považován za vodácky nepříliš zajímavý a sjízdný jen pracně kvůli umělým i přírodním překážkám v korytě.

## Průběh toku
Od Cidliny se Sánský kanál odděluje mezi Libněvsí a Sány, vzápětí kříží železniční trať Velký Osek - Choceň a protéká středem Opolánek. Pokračuje západním směrem severně od Opolan, kde se mírně stáčí k severu, aby ze severovýchodu minul Odřepsy. Dále teče skrz Pátek, po severním okraji Křečkova a jižně od Budiměřic se vlévá do Mrliny.
Stručně lze charakterizovat polohu kanálu tak, že teče rovnoběžně s Labem zhruba ve vzdálenosti tří kilometrů na severovýchod.

## Historie
Kanál byl zřízen za přispění Jiřího z Poděbrad coby přívod vody do zdejších rybníků, mimo jiné do Blata, kdysi s rozlohou přes devět set hektarů největšího rybníka v Čechách, který jako takový zmiňuje i Bohuslav Balbín, ovšem současně s kritikou chuti masa zdejších ryb.
Tento hospodářský význam kanál ztratil, když se v devatenáctém století místo chovu ryb začal v oblasti chovat dobytek a pěstovat cukrová řepa a rybníky byly vysoušeny.
Původní trasa kanálu (změněna v třicátých letech dvacátého století) vedla od Křečkova do Labe, do nějž se Sánský kanál vléval poblíž Kovanic.

## Mlýny
- Lazarův mlýn – Pátek čp. 47, okres Nymburk, kulturní památka
- Nové mlýny – Pátek čp. 37, okres Nymburk
- Mlýnek – Odřepsy čp. 53, okres Nymburk

## Galerie

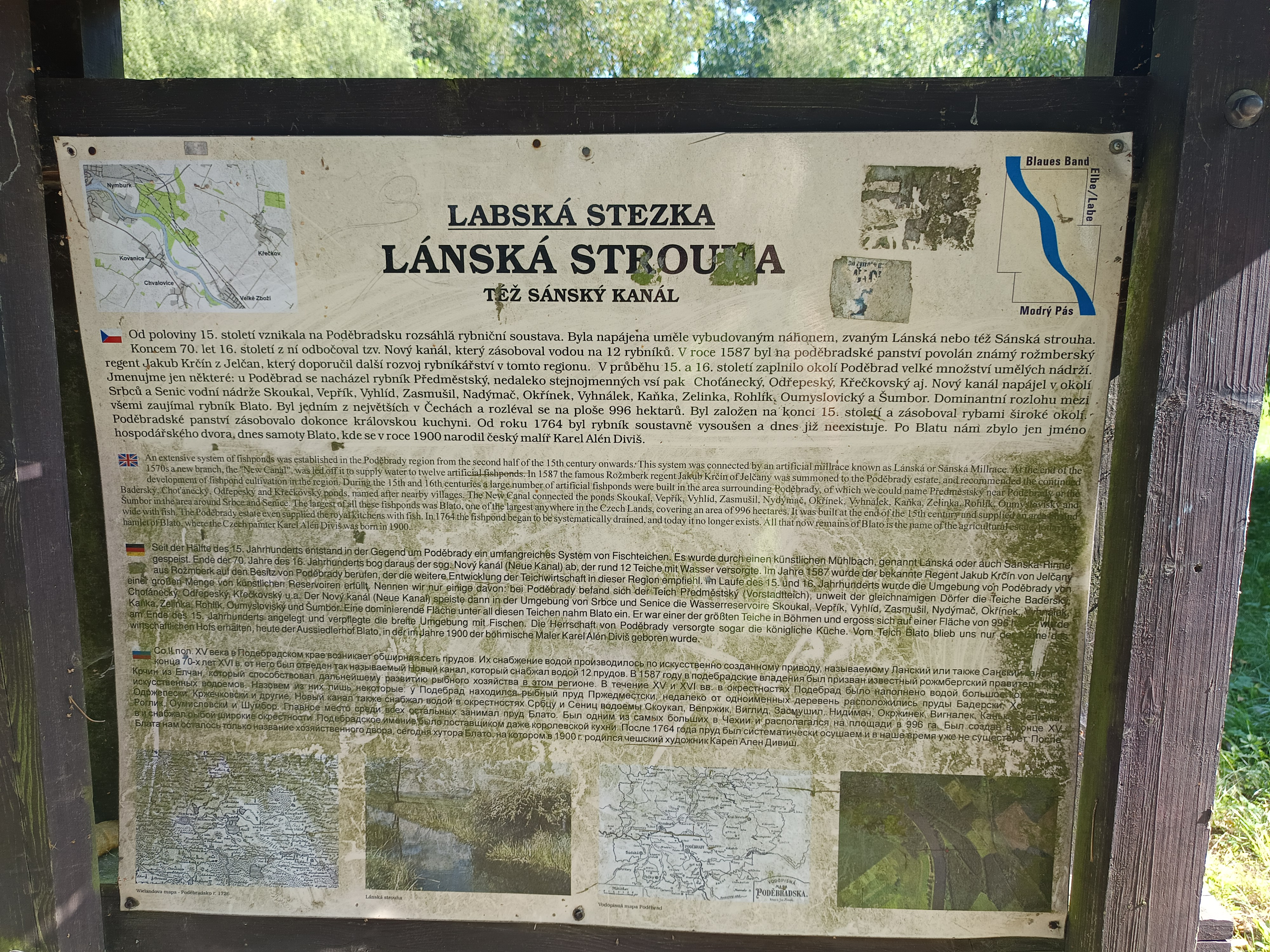
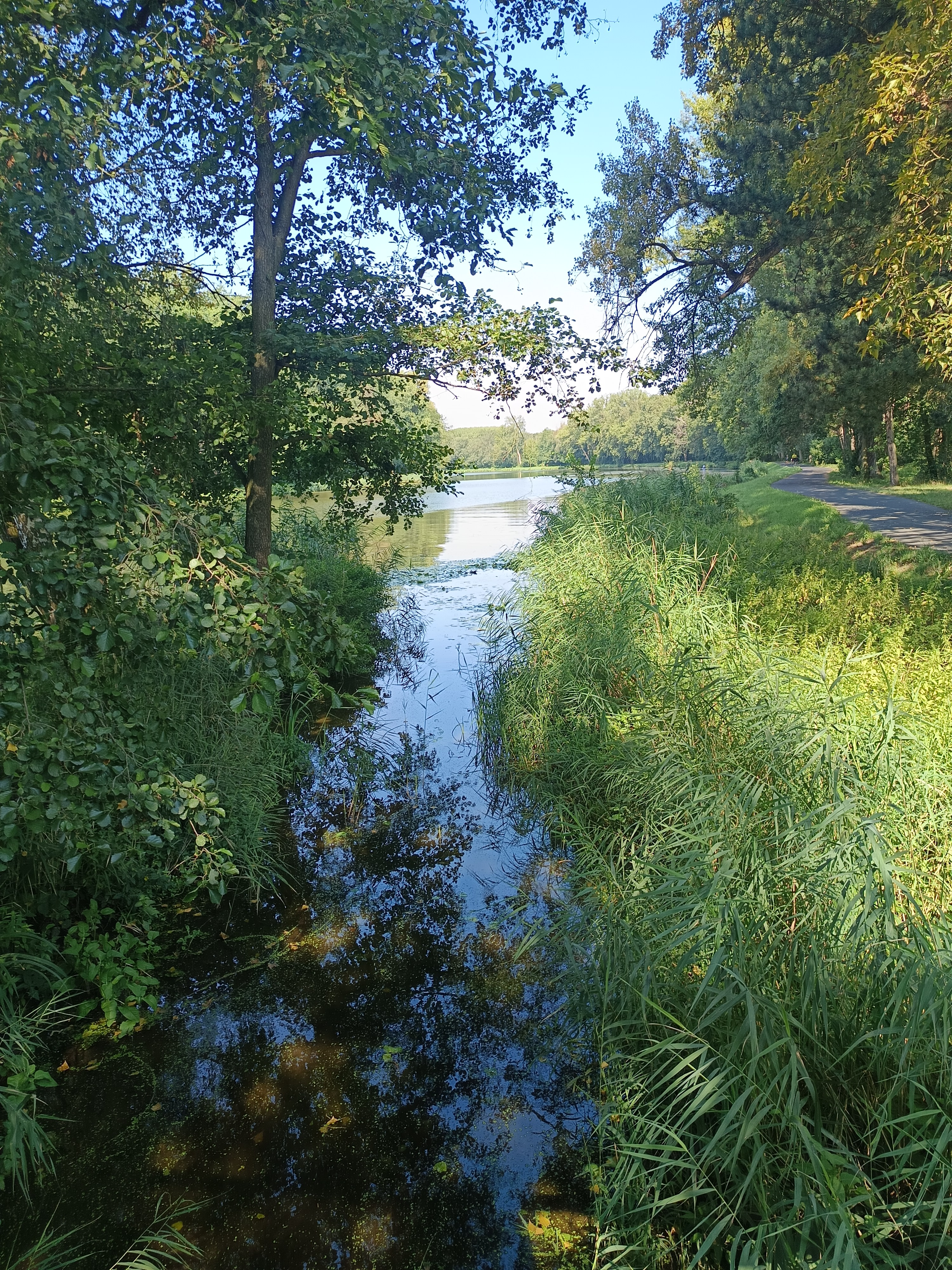
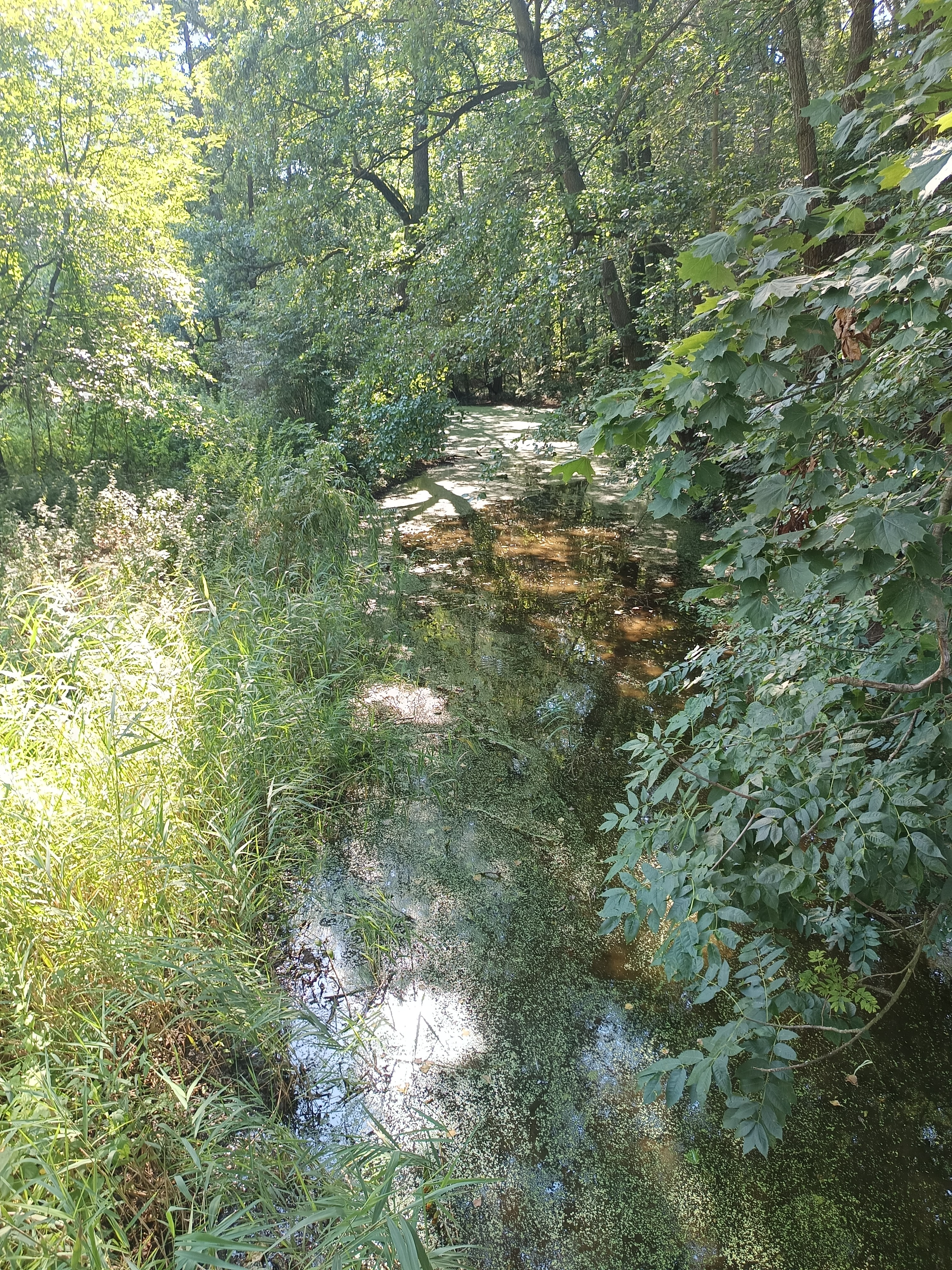